# رائول پنیا
رائول پنیا (اسپانیایی: Raúl Peña‎؛ زادهٔ ۲۱ مارس ۱۹۷۷) خواننده و بازیگر اهل اسپانیا است.
از فیلم‌ها یا مجموعه‌های تلویزیونی که وی در آن‌ها نقش داشته‌است، می‌توان به بانو، ۱۴ آوریل، جمهوری، اس‌ام‌اس: بی‌واهمه از رؤیا، آنای آشفته و یک گام به پیش اشاره نمود.